# رضا انصاری
رضا انصاری نماینده مردم شهرستان‌های داراب و زرین‌دشت در مجلس دهم، عضو شورای مرکزی حزب اعتماد ملی استان فارس و سردبیر روزنامه اعتماد ملی استان فارس است. وی نامزد دوره دهم مجلس شورای اسلامی بود و سرانجام با برگزاری دور دوم انتخابات در تاریخ ۱۰ اردیبهشت ۱۳۹۵ با کسب ۶۲٬۲۹۱ رای، نماینده شهرستان‌های داراب و زرین‌دشت شد.
در تاریخ ۱۸ مهر ۱۴۰۳ با حکم وزیر صمت به عنوان معاون وزیر صمت و  شانزدهمین مدیرعامل سازمان صنایع کوچک و شهرک های صنعتی ایران منصوب گردید.

## زندگی‌نامه
در شهریور ماه ۱۳۵۲ در روستای نوایگان از توابع داراب دیده به جهان گشود. پس از دوران ابتدایی و راهنمایی، تحصیلات دبیرستان را در رشته ریاضی ادامه داد. در سال ۱۳۷۰ در رشته مهندسی معدن دانشگاه شهید باهنر کرمان پذیرفته شد. در سال ۱۳۷۵ با کسب رتبه ۲کنکور کارشناسی ارشد وارد دانشکده فنی دانشگاه تهران شد. در این دوران، عضو انجمن اسلامی دانشجویان دانشگاه تهران شده و در سال ۱۳۷۹ دبیر تشکیلات این انجمن و نماینده آن در شورای فرهنگی دانشگاه گردید. پس از اتمام دوران کارشناسی ارشد، در سال ۱۳۸۰ به عنوان عضو جهاد دانشگاهی مشغول به کار شده که از آغاز فعالیت در این نهاد، به دلیل ماهیت شغلی و علاقه شخصی، ادامه تحصیل در رشته مدیریت را انتخاب نمود و در سال ۱۳۸۲ یکبار دیگر در کنکور کارشناسی ارشد شرکت کرد و در رشته مدیریت تکنولوژی دانشگاه علامه طباطبایی پذیرفته شد. پس از اتمام این دوره در سال ۱۳۸۴ در آزمون دکتری رشته مدیریت تکنولوژی دانشگاه علامه طباطبایی شرکت کرد و از همان سال، تحصیل در این رشته را آغاز نمود. در بهمن ماه ۱۳۸۹به عنوان اولین فارغ‌التحصیل این رشته در ایران از رساله دکتری خود دفاع کرد و از مهرماه ۱۳۹۰ به عنوان عضو هیئت علمی دانشگاه اصفهان در گروه مدیریت مشغول به کار گردید.